# Blitopertha nazarena
Blitopertha nazarena är en skalbaggsart som beskrevs av Sylvain Auguste de Marseul 1878. Blitopertha nazarena ingår i släktet Blitopertha och familjen Rutelidae. Inga underarter finns listade.